# Proza środka
Proza środka – pojęcie ukształtowane u schyłku XX w. dla określenia polskiej twórczości prozatorskiej cechującej się wyróżnikami przypisywanymi literaturze popularnej (jak np. inercyjny stosunek do wybranej konwencji, eksponowanie warsztatowej biegłości, troska o porozumienie z odbiorcą) która jednocześnie odwołuje się do konwencji kojarzących się z literaturą wysoką (do utrwalonego w szerokiej świadomości społecznej wyobrażenia o pisarstwie „ambitnym”: jego poetyki, problematyki oraz roli literatury i twórcy). Pś jest skierowana do czytelnika klasy średniej, niezbyt wyrobionego literacko, lecz z pewną świadomością i ambicjami, który ma potrzebę czerpania przyjemności lekturowej opartej na poczuciu, że obcuje z literaturą wysoką, a jednocześnie potwierdza się jako czytelnik. Z jednej strony literatura ta dostarcza pewnego rodzaju wartości poznawczych i artystycznych, z drugiej jest komunikatywna, czyli zrozumiała dla szerszego kręgu odbiorców. Jej odbiorca uważa, że literatura popularna to tandeta, ale proza ambitna to nudziarstwo – literatura ma bawić i pobudzać do refleksji bez nadmiernego wysiłku intelektualnego.
Główne cechy prozy środka :
- uproszczenie i utrwalanie wysokoartystycznych konwencji,
- prostota i zrozumiałość - odwoływanie się do wiedzy potocznej i przyjemność łatwej egzegezy (łatwa interpretacja),
- komercyjność,
- artystyczny oportunizm - atrakcyjna dla szerszego kręgu odbiorców formuła artystyczna,
- konwencjonalny charakter narracji nastawionej na porozumienie z odbiorcą,
- warsztatowa sprawność: troska o literackość, składność kompozycji, elegancki styl – estetyczny emblemat modernizmu,
- hołdowanie stereotypowemu wyobrażeniu literatury wysokiej (zestawienia z dokonaniami uchodzącymi za wybitne),
- atrakcyjna tematyka powszechnie uznawana za istotną,
- odpowiedni sposób lektury (narzucony przez krytykę)
- symbolika w formie popularnonaukowego kompendium,
- estetyczny i ideowy tradycjonalizm połączony z „modnymi nowinkami”,
- wiara w opisany model świata – z odniesieniem do rzeczywistości pozaliterackiej,
- brak świadomości ironicznej i autoironicznej,
- brak prowokacyjności,
- duże znaczenie elementów rozrywkowych.